# Ліси (Ґолдапський повіт)
Ліси (пол. Lisy, нім. Lissen) — село в Польщі, у гміні Бані Мазурські Ґолдапського повіту Вармінсько-Мазурського воєводства.
Населення — 202 особи (2011).
У 1975-1998 роках село належало до Сувальського воєводства.

## Демографія
Демографічна структура станом на 31 березня 2011 року:
|          | Загалом | Допрацездатний вік | Працездатний вік | Постпрацездатний вік |
| -------- | ------- | ------------------ | ---------------- | -------------------- |
| Чоловіки | 111     | 23                 | 77               | 11                   |
| Жінки    | 91      | 17                 | 48               | 26                   |
| Разом    | 202     | 40                 | 125              | 37                   |